# Bacino del Kalahari
Coordinate geografiche 23°S 21°E / 23°S 21°E / -23; 21

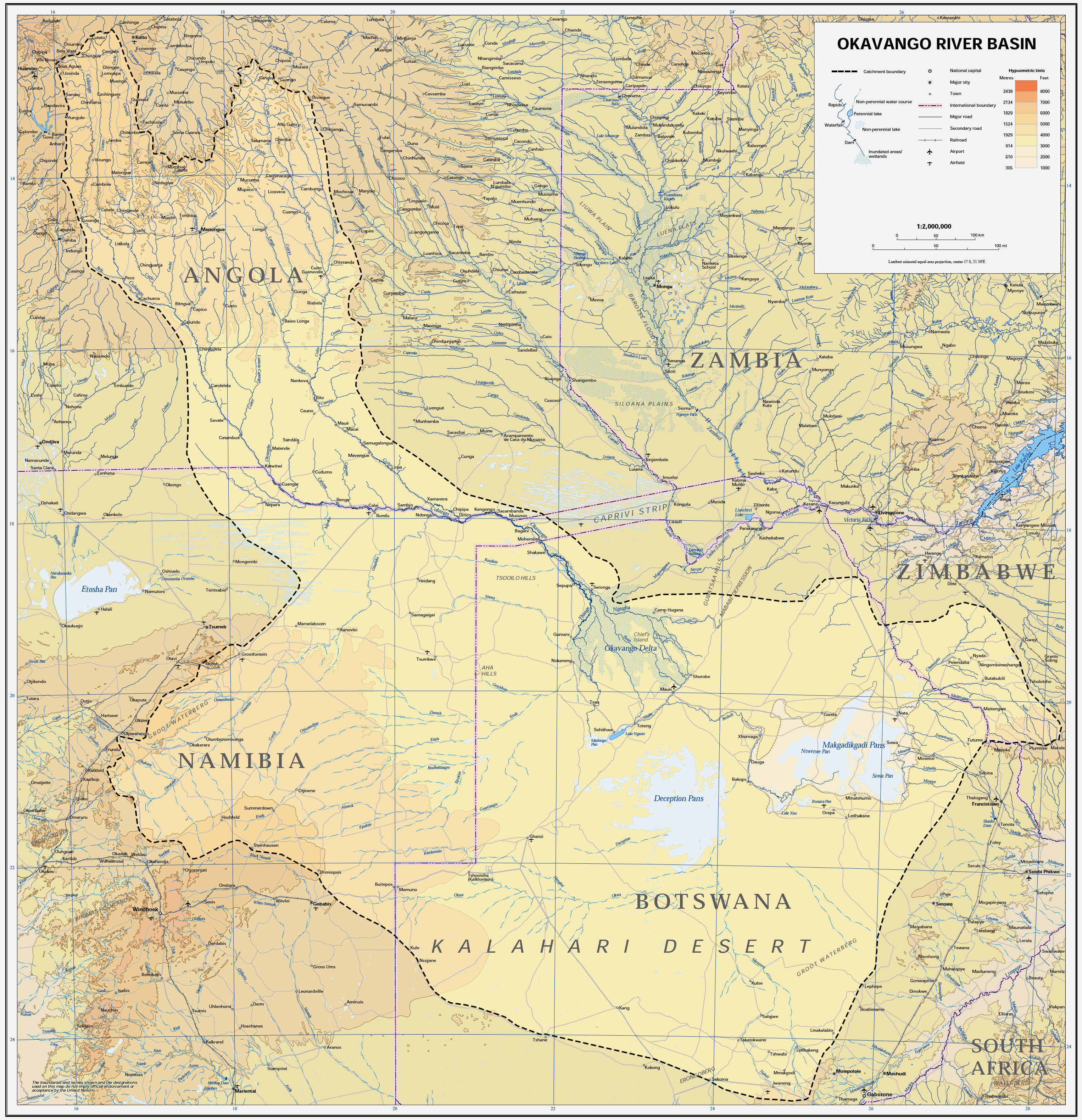
Bacino del Kalahari

Il bacino del Kalahari, noto anche come Depressione del Kalahari o Bacino del Okavango, è un bacino endoreico e una vasta area di pianura che copre oltre 2,5 milioni di Km2 che coprono la maggior parte del Botswana e parti della Namibia, del Sudafrica, dell'Angola, dello Zambia e Zimbabwe. L'eccezionale caratteristica fisica nel bacino e che occupa il centro è il grande deserto del Kalahari.
La biforcazione fluviale perenne di Selinda Spillway (o fiume Magweggana), sul fiume Cuando, collega il bacino del Kalahari al bacino di Zambesi.
La città di Windhoek, capitale della Namibia, è situata nel bacino del Kalahari.

## Caratteristiche generali del bacino
Il fiume Okavango è il flusso principale nel bacino. È formato dalla confluenza dei fiumi Cubango e Cuito, che hanno origine sull'altopiano Bihé dell'Angola centrale e scorrono verso sud-est. Il Cubango è unito appena sopra la sua confluenza con il Cuito dal fiume Omatako, che scorre a nord-est dalla sua origine nella regione di Damaraland, nella Namibia centrale. L'Okavango continua attraverso la Striscia di Caprivi della Namibia in Botswana, dove si divide in una serie di effluenti per formare il Delta dell'Okavango, un grande delta interno che diventa una prateria allagata stagionalmente. Dopo il delta dell'Okavango, le acque del bacino entrano in una zona di forte evaporazione, già all'interno della depressione del deserto del Kalahari.
Una serie di saline si trovano nei punti più bassi del bacino, tra cui la Nwako Pan a sud del Delta dell'Okavango e la vasta Pan Makgadikgadi a sud-est del Delta. In periodi di piena, l'Okavango si riversa nel Nwako Pan attraverso gli effluenti Xudum e Nhabe per rifornire il lago Ngami, un lago salino, e nel lago Xau e all'estremità occidentale del Makgadikgadi Pan tramite il fiume Boteti. La diga di Mopipi fu costruita sul Boteti per fornire acqua alla miniera di diamanti di Orapa.
Il Selinda Spillway, noto anche come Magweqana, Magwekwana o Magweggana, è un canale distributivo che collega il Delta dell'Okavango al fiume Cuando, un affluente dello Zambezi. In periodi di marea elevata nell'Okavango, l'acqua scorre verso est nel sistema fluviale Cuando-Linyanti. L'ultima volta che è successo è stato nell'agosto 2009 dopo 30 anni di prosciugamento. In periodi di alta marea nel Kwando, l'acqua può fluire a ovest dal Cuando verso il Delta dell'Okavango, ma spesso evapora prima di raggiungere il delta.
Altri flussi nel bacino includono l'Eiseb, un flusso intermittente che ha origine nell'Hereroland della Namibia e scorre verso est nel delta dell'Okavango, e il fiume Nata, che ha origine nello Zimbabwe occidentale per confluire nell'estremità orientale del Pan Makgadikgadi.

### Ecologia
Nonostante la sua aridità, il bacino del Kalahari sostiene una varietà di fauna e flora su terreni noti come sabbie del Kalahari. La flora autoctona comprende alberi di acacia, palissandro africano e un gran numero di erbe ed arbusti. Alcune aree all'interno del Kalahari sono zone umide stagionali, come le pentole Makgadikgadi del Botswana. Questa zona, ad esempio, supporta numerose specie alofile e, nella stagione delle piogge, decine di migliaia di fenicotteri visitano queste padelle.

## Gestione delle risorse idriche
La sorgente delle acque del delta dell'Okavango in Angola e Namibia rimane invariata da eventuali dighe a monte o significative estrazioni idriche e i tre stati rivieraschi hanno stabilito un protocollo ai sensi della Permanent Okavango River Basin Water Commission (OKACOM) per la gestione sostenibile dell'intero sistema fluviale.